# 孔有徳
孔 有徳（こう ゆうとく、? - 1652年）は、中国明末清初の軍人。明の武将であったが、1631年、清の太宗ホンタイジの大凌河城攻撃の際に清軍に降伏。以後、清の中国平定に活躍。1646年、その功績により、定南王に封じられる。広西に、呉三桂の平西藩（雲南・貴州）、尚可喜の平南藩（広東）、耿仲明の靖南藩（福建）のいわゆる三藩に匹敵する勢力の定南藩を築く。しかし、1652年、桂王朱由榔追撃の際に明将李定国のために自害。その勢力は娘の孔四貞と女婿の孫延齢に継承された。

## 生涯
山東から遼東への移民の子孫。清の太祖ヌルハチが遼東に進出すると、同郷人耿仲明とともに椵島（皮島）におもむき毛文龍の配下となるも、毛文龍が袁崇煥に殺され陳継盛が後継者となると、これを嫌い山東の登州にはしり、登萊巡撫孫元化についた。1631年、清の太宗ホンタイジの大凌河城攻撃の際し、救援を命じられるも、その途中で反乱を起こし、山東諸邑を略奪、ついで偽って明朝に降伏するも、翌年、再び反乱し、登州城を落とした。時に、旅順の副将陳有時ら諸将も反乱をおこし合流、勢威は大いに盛り上がり、孔有徳は自ら都元帥を名乗り、諸将を率いて萊州を囲み、孫元化の西洋式大砲で攻撃を加えたが、落とすことはならず、ついで2将も失い、ついに耿仲明とともに清軍に降伏。ホンタイジはこれを厚く迎え、恭順王（ginggun ijishūn wang）に封じた。
以後、孔有徳は精力的に清朝のために尽くし、すべての重要な遠征にはその火器を有した私兵集団、いわゆる天祐兵（abkai aisilaha cooha）を率いて加わった。すなわち、1636年、ホンタイジの朝鮮征伐、その後は、錦州・松山（錦州市太和区松山街道）・杏山（太和区杏山街道）ら諸城を陥れ、1644年には睿親王ドルゴンに従って入関、李自成を追撃し、山西・陝西に入り、さらに江南に転戦した。その間、1642年に八旗制度が漢人にまで拡大されると正紅旗に属した。1646年、平南王に封じられ、明の桂王朱由榔を追って湖南から広西・貴州に入り、その圧倒的成果により、定南王に封じられた。引き続き、広西の平定に従事し、桂王を南寧に追って貴州に向かったが、この間に湖南の諸郡県が蜂起し、守将の武将の要請によって急ぎ桂林に帰るも、明将李定国に湖南への退路を断たれ、孤立。桂林城に包囲され、陥落が迫ることを知り、縊死。
なお、一説に、孔子の子孫と言われ、桂林の攻撃に際して、明臣張同敞に「汝は毛文龍の家僕ではないか」と侮辱されたとき、大いに怒って「余は大聖の後なり」と言ったとされる。